# Rosca madrileña
La rosca madrileña, denominada también rosca de ternera o en su forma más genérica rosca de carne, es un plato elaborado con carne de ternera picada y con forma de roscón. Se trata de un plato casi olvidado de la cocina madrileña.

## Características
Los ingredientes se dan forma en un molde de forma toroidal, es decir, como una rosca). La carne se suele mezclar con ingredientes como el huevo, cebolla, a veces unos trozos de panceta. La carne con esa forme suele freirse o meterse en el horno. Al servirse suele añadirse una salsa española acompañada de una salsa de tomate. El plato se adorna con patatas panaderas (a veces con puré de patatas), aceitunas, etc. Puede servirse caliente o fría.
La complejiad de su elaboración hizo que este plato no fuera habitual entre los cafés y restaurantes de Madrid durante finales del siglo XIX y siglo XX, siendo, por el contrario, habitual en los hogares de clase media madrileños. Por esta razón era costumbre ofrecer este plato como acomodación y agasajo de los visitantes.

## Véase antes
- Bistec a lo Fornos

- Datos: Q6112462